# Urosphena whiteheadi
Urosphena whiteheadi е вид птица от семейство Cettiidae.

## Разпространение
Видът е разпространен в Индонезия и Малайзия.